# Fara Filiorum Petri
Fara Filiorum Petri est une commune italienne de la province de Chieti dans la région Abruzzes en Italie.

## Administration
| Période                                  | Période | Identité | Étiquette | Qualité |
| ---------------------------------------- | ------- | -------- | --------- | ------- |
|                                          |         |          |           |         |
| Les données manquantes sont à compléter. |         |          |           |         |

### Hameaux
Madonna del Ponte, Colli, Mandrone, S. Eufemia, Pagnotto, Forma, Vicenne, Crepacce, Campo Lungo, Colle Anzolino, Colle San Donato, Sant’Antonio, Giardino, Piane San Giacomo

### Communes limitrophes
Bucchianico, Casacanditella, Pretoro, Rapino, Roccamontepiano, San Martino sulla Marrucina